# Clem McCarthy
Clem McCarthy (ur. 9 września 1882, zm. 4 czerwca 1962) – amerykański spiker radiowy.

## Wyróżnienia
Posiada swoją gwiazdę na Hollywoodzkiej Alei Gwiazd.